# Plakina versatilis
Plakina versatilis är en svampdjursart som först beskrevs av Schmidt 1880.  Plakina versatilis ingår i släktet Plakina och familjen Plakinidae.
Artens utbredningsområde är Mexikanska golfen. Inga underarter finns listade i Catalogue of Life.